# لوميتابيد
لوميتابيد (بالإنجليزية: Lomitapide)‏ هو دواء يُستعمل في علاج:
- وذمة شحمية[10]